# Битва при Геллеспонті
Битва при Гелеспонті — сукупна назва для двох морських битв, що сталися в 324 році між флотами двох римських імператорів: Костянтина Великого та Ліцинія. На чолі флоту Костянтина стояв його старший син, Крисп, а на чолі флоту Ліцинія — Абант (або Аманд). Незважаючи на меншу чисельність кораблів, рішучу перемогу в цій битві здобув Крисп.

## Передумови
Після нищівної поразки в битві при Адріанополі Ліциній із залишками війська відступив до своєї бази в місті Візантій (теперішній Стамбул). Там для захисту міста Ліциній залишив один гарнізон, а сам із більшою частиною своїх солдатів переправився через Босфор до азійського берега. Контроль над вузькими протоками, що відокремлюють два континенти, мав провідне значення для Ліцинія, оскільки через них велося забезпечення зв'язку між Європою та Азією. Костянтин, зі свого боку, теж намагався отримати контроль над цими водами, щоб відрізати його суперника від постачання.
Основну частину своєї армії Ліциній зосередив біля Босфору із завданням охорони цього пункту перетину. Водночас флот Ліцинія охороняв Геллеспонт (теперішня протока Дарданелли). До того ж, у розпорядженні Ліцинія перебувало ще одне військо під командуванням його співправителя, Мартиніана, — воно розташовувалося в Лампсаку на азійському березі Геллеспонту.

## Битва

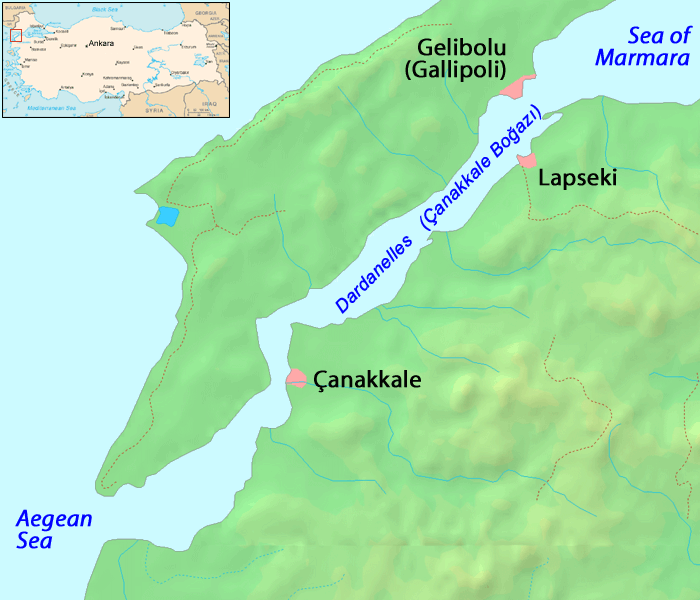
Геллеспонт (Дарданелли)

При підготовці до бою Костянтин вирішив розділити сили: сам він зайнявся облогою Візантія, а флоту у 80 суден на чолі зі своім сином доручив направитися до Геллеспонту. На боці Абанта перебувало щонайменше 200 кораблів, але така висока їхня кількість виявилася непридатною в обмеженому просторі протоки. У першій битві більш компактним ескадрам Криспа вдалося перевершити громіздку армаду свого опонента, потопивши чимало кораблів Ліцинія.
Після цієї невдачі Абант вирушив до східного кінця Геллеспонта, де перегрупував свої сили. Крисп теж отримав збільшення флоту завдяки підкріпленнями з Егейського моря. Наступного дня флоти зустрілися знов, тепер вже поблизу Галліполі. Тоді ж підірвалась буря, завдяки якій багато суден Ліцинія, винесло до берега. Корабель Абанта був потоплений, але він сам встиг врятуватися. Загалом, усі кораблі флоту Ліцинія, крім чотирьох, були розбиті, потоплені або захоплені. Як наслідок, флот Костянтина здобув рішучу перемогу.

## Наслідки
Перемога в битві при Геллеспонті надала війську Костянтину можливість швидко переправитися кораблями до Малої Азії, уникаючи сил під командуванням Мартиніана на суші. Тільки-но Ліциній дізнався про знищення свого флоту, він наказав виведення свого війська з Візантія. Востаннє армія Костянтина перемогла Ліцинія в наступній битві при Хризополі, у результаті якої Ліцинія було взято в полон. Ця битва поклала край Громадянським війнам Тетрархії, дозволивши Костянтину стати одноосібним правителем Римської імперії вперше з 286 року.